# 45e régiment d'infanterie (France)
Pour les articles homonymes, voir 45e régiment.
Le 45e régiment d'infanterie (45e RI) est un régiment d'infanterie de l'Armée de terre française créé sous la Révolution à partir du régiment de La Couronne, un régiment français d'Ancien Régime.

## Création et différentes dénominations
- 1er janvier 1791 : tous les régiments prennent un nom composé du nom de leur arme avec un numéro d’ordre donné selon leur ancienneté. Le régiment La Couronne devient le 45e régiment d'infanterie de ligne ci-devant La Couronne.
- 1793 : formation de la 45e demi-brigade de première formation
- 1796 : formation de la 45e demi-brigade de deuxième formation
- 1803 : devient le 45e régiment d'infanterie de ligne
- 16 juillet 1815 : comme l'ensemble de l'armée napoléonienne, il est licencié lors de la Seconde Restauration
- 11 août 1815 : création de la légion d'Eure-et-Loir
- 1820 : la 26e Légion d'Eure-et-Loir est amalgamée et renommée 45e régiment d'infanterie de ligne.
- 1882 : renommé 45e régiment d'infanterie
- 1914 : à la mobilisation, il met sur pied son régiment de réserve, le 245e régiment d’infanterie

## Chefs de corps
- 1er janvier 1784 : Augustin Louis Charles, marquis de Lameth
- 21 octobre 1791 : Joseph Marie Anne de Moyria
- 29 juin 1792 : Charles Étienne Guillaume Blandin de Chalain (*) ;
- 8 mars 1793 : François Goullus
- 1794 : chef de brigade Bourset
- 1795 : chef de brigade Giraud
- 1796 : chef de brigade Philippe
- 1799: Jean Léonard Barrié
- 1811 : colonel Varé
- 1813 : colonel Freytag
- 1815 : colonel Chapuzet
- 1815 : marquis de Toustain
- 1822 : colonel Hache de La Contamine
- 1829 : colonel Fouché
- 1835 : colonel Rimoy de La Rochette
- 1840 : colonel Lebas dit Sainte-Croix
- 1848 : colonel Westée
- 1854 : colonel Bataille
- 1857 : colonel Mannuelle
- 1860 : colonel Bertrand
- 1871 : colonel d'Arguesse
- 1875 : Anatole Chevallier
- 1883 : colonel Harty de Pierrebourg
- 1890 : Pierre Gustave Abadie
- 2 octobre 1893 : Paul Pau
- 1894 : colonel Michel
- 1895 : colonel Brunet
- 1901 : colonel Rambaud
- 1918 : colonel Clément
- 1939 - 1940 : lieutenant-colonel Henri-Paul Desroche.

### Ancien Régime

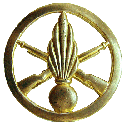
insigne de béret d'infanterie

## Historique des garnisons, combats et batailles

### Guerres de la Révolution et de l'Empire
- Drapeau du 1er bataillon du 45e régiment d'infanterie de ligne de 1791 à 1793
- Drapeau du 2e bataillon du 45e régiment d'infanterie de ligne de 1791 à 1793

- 1792 :
  - Bataille de Valmy
- 1794 :
  - Armée du Nord
- 1796 :
  - Bataille du pont de Lodi
- 1805 :
  - Bataille d'Austerlitz
- 1807 :
  - Bataille de Friedland
- 1814 : Guerre d'indépendance espagnole
  - bataille d'Orthez

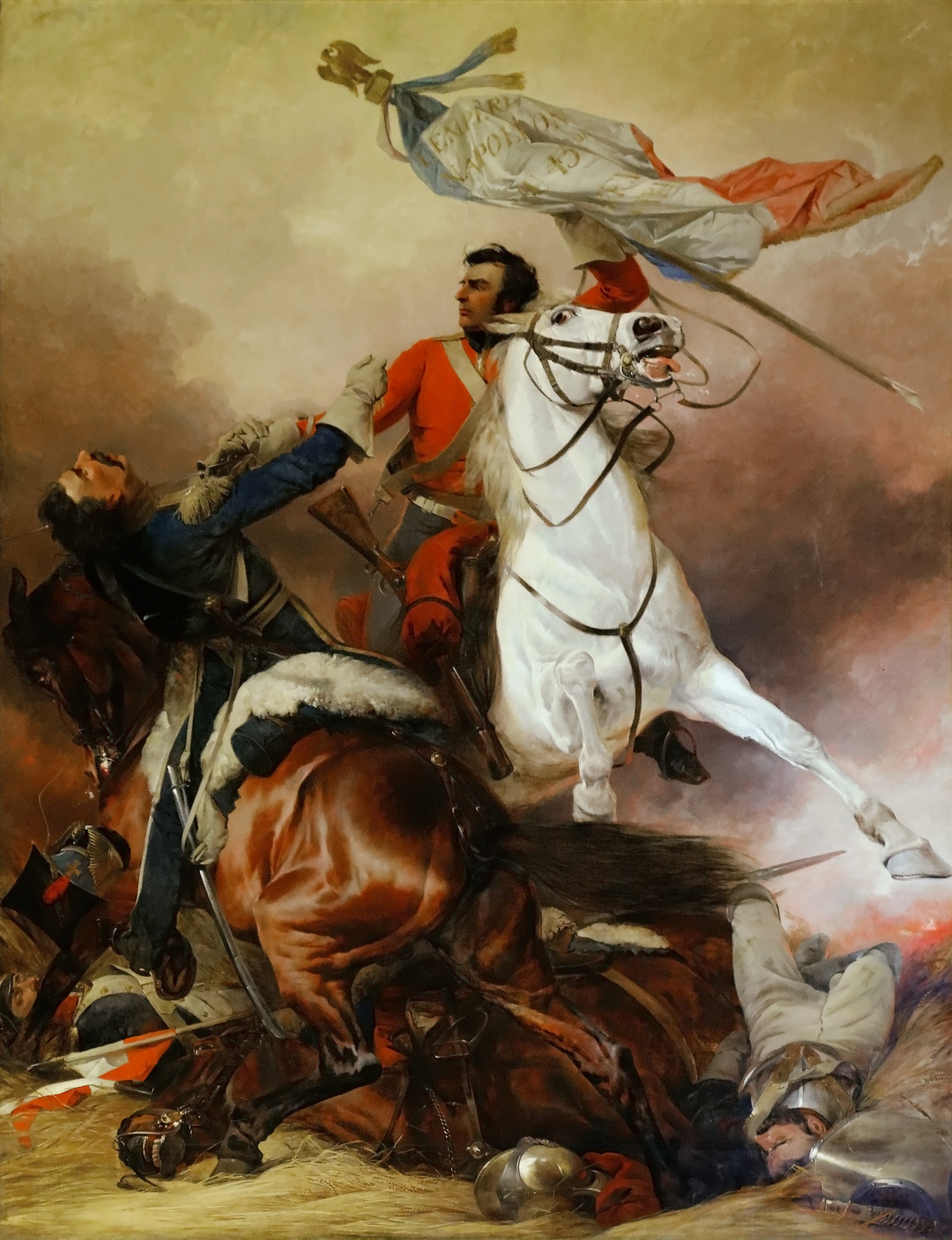
Richard Ansdell (1815–1885), Le sergent Charles Ewart des Royal North British Dragoons défendant l'aigle du d’infanterie de ligne français qu'il a capturé face à un lancier durant la bataille de Waterloo le 18 juin 1815.

- 1815 : Campagne de Belgique (1815)
  - Bataille de Waterloo où son drapeau est capturé par les Royal Scots Greys.

### 1815 à 1852

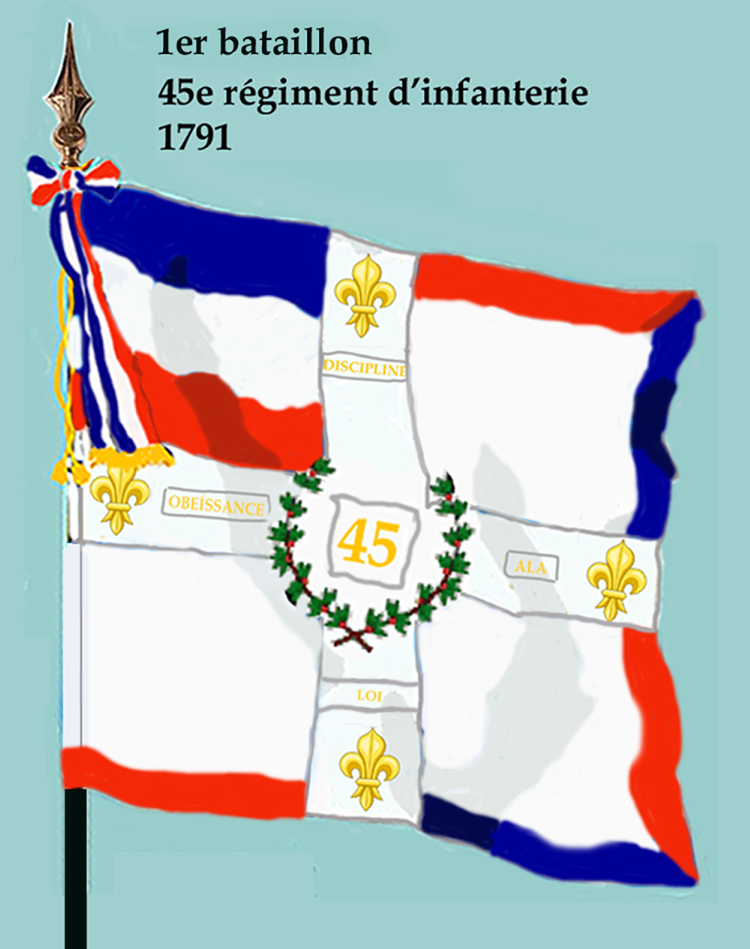
Durant la seconde Restauration des éléments du 45e régiment d’infanterie de ligne sont envoyés en Martinique. Les troupes quittent leurs casernes le 10 octobre 1830, partent de Brest le 20 novembre 1830 et arrivent à Fort-Royal en Martinique le 18 mars 1831. Le retour s'effectue sur la Corvette La Loire qui quitte Fort-Royal le 6 mai 1832 pour arriver à Brest le 2 juillet 1832[1].
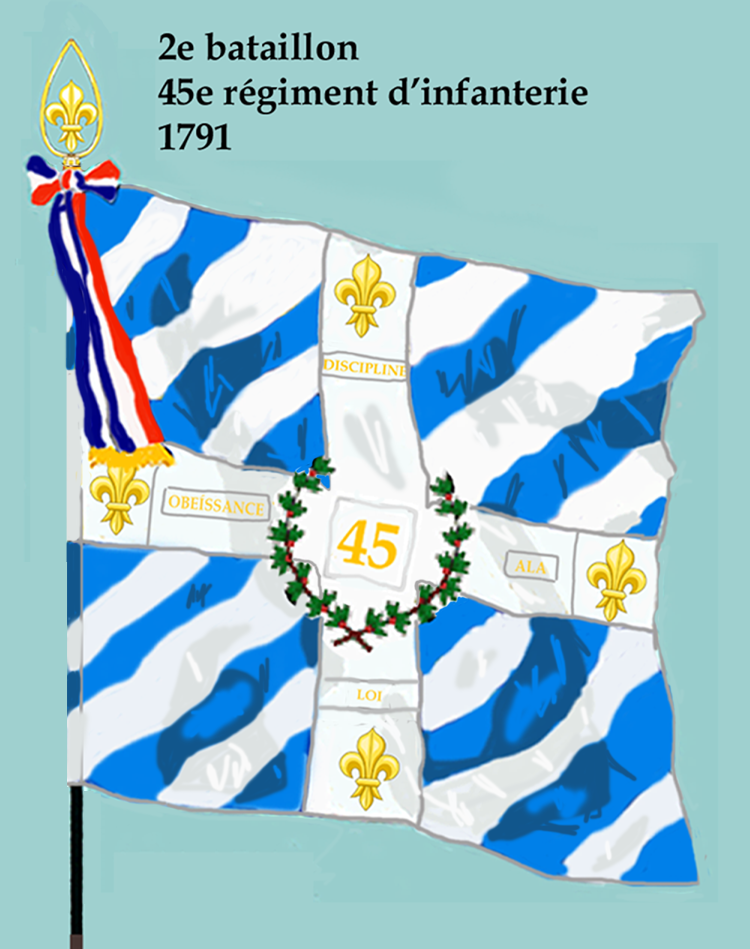
Drapeau du 2e bataillon du d'infanterie de ligne de 1791 à 1793

- 1822 - Conspiration des Quatre sergents de La Rochelle guillotinés en place de Grève à Paris.
- 1830 : Une ordonnance du 18 septembre créé le 4e bataillon et porte le régiment, complet, à 3 000 hommes[2].
- 1854-1859 : Algérie

### Second Empire
- 1859 : Campagne d'Italie : batailles de Magenta et de Solférino

Durant la guerre de 1870, le régiment est engagé à Froeschwiller, à Sedan et au siège de Belfort.

#### 1916

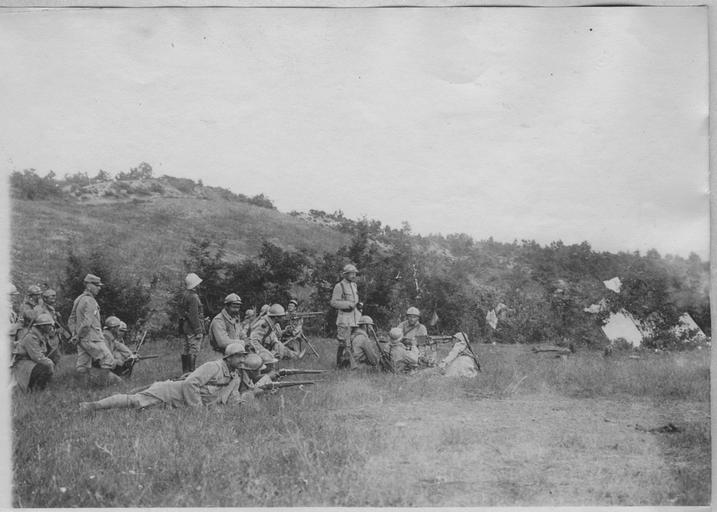
Mitrailleurs du dans la région de Kilkís en mai 1916.

### 1871 à 1914
Le 45e régiment de marche fusionne avec le 45e de ligne le 12 octobre 1871.

### Première Guerre mondiale

#### 1914
- Bataille de l'Aisne (1914)

#### 1915
- Bataille de Demir Kapou (Serbie)

#### 1918

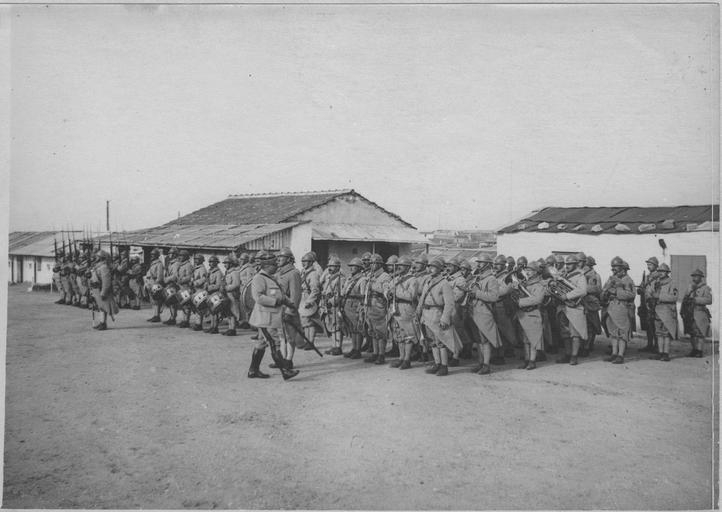
Le inspecté par le général Guillaumat à Zeitenlik en avril 1918.

- Bataille de Dobro Polje (Macédoine)

### Seconde Guerre mondiale
Le 45e RI est formé le 3 septembre 1939 ; il est sous les ordres du lieutenant-colonel Desroche et appartient à la 4e division d'infanterie. Régiment de réserve A type nord-est, il est mis sur pied par le centre mobilisateur d'infanterie no 21 de La Capelle et Hirson.
Dans le secteur frontalier de l'Escaut, à Bouchain, les hommes du 45e RI, sous le commandement du lieutenant-colonel Desroche, empêchent le franchissement du fleuve du 20 au 26 mai 1940. Ce fait d'armes provoque le 2 juin 1940 la venue de Hitler en personne. Courroucé, le Führer se fait expliquer du haut de la Tour de l'Ostrevant par le général commandant le 8e Korps pourquoi ses unités ont été tenues en échec par un simple régiment d'infanterie[réf. nécessaire].

## Drapeau
Il porte, brodées en lettres d'or, les inscriptions :
- Valmy 1792
- Lodi 1796
- Austerlitz 1805
- Friedland 1807
- Magenta 1859
- Picardie 1914
- Demir-Kapou 1915
- Dobropolje 1918

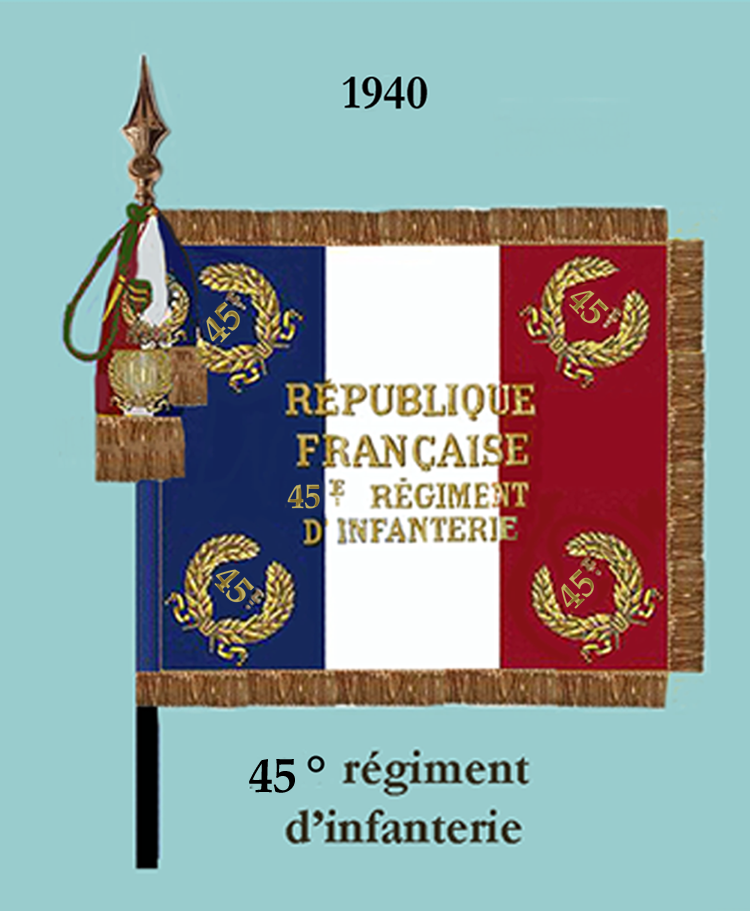
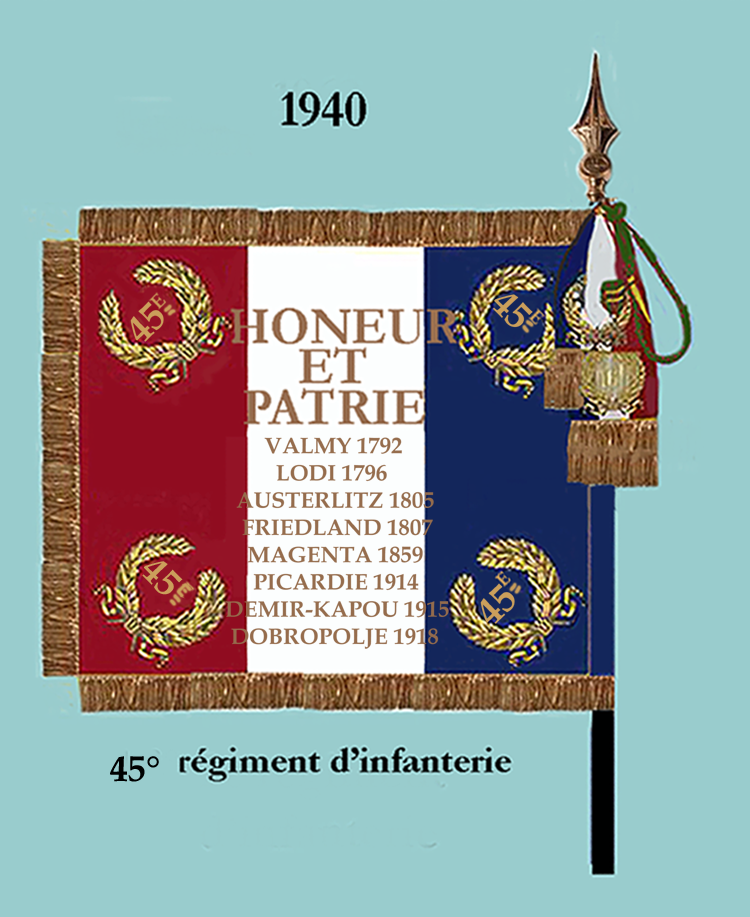

- Ancien régime : drapeau d'ordonnance: bleu à la croix blanche brochant sur le tout.
- Face à la rapide avancée allemande et craignant d'être fait prisonnier le lieutenant-colonel Desroche brûla une partie du drapeau début juin 1940. Il ne garda que le numéro du drapeau qui resta longtemps dans sa famille avant que celle-ci ne l'offre au musée de Bouchain.

## Anciens drapeaux

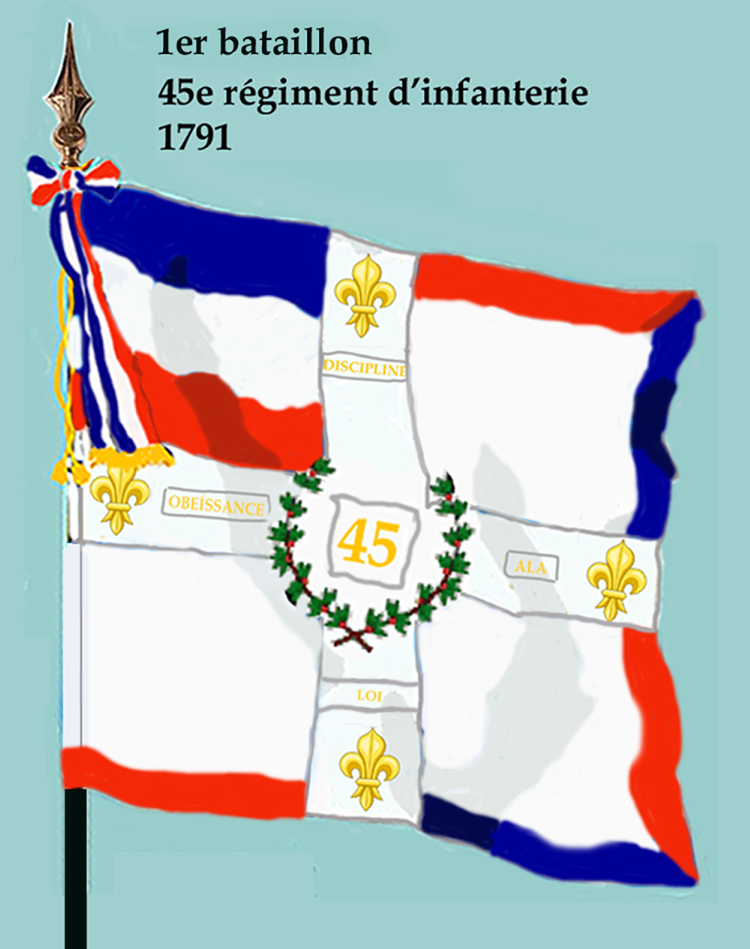
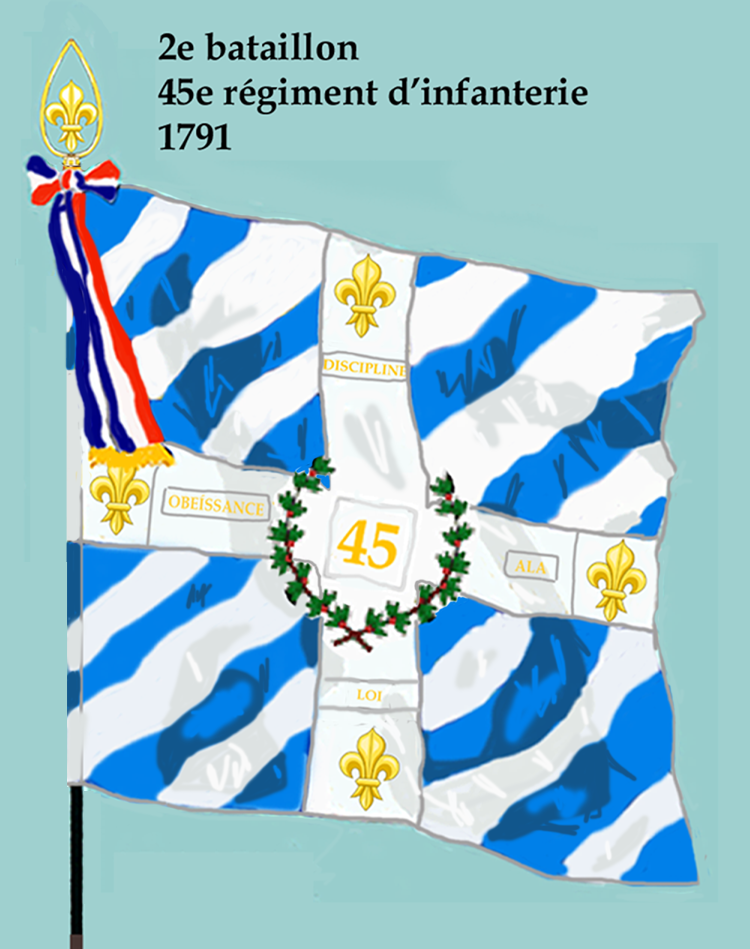
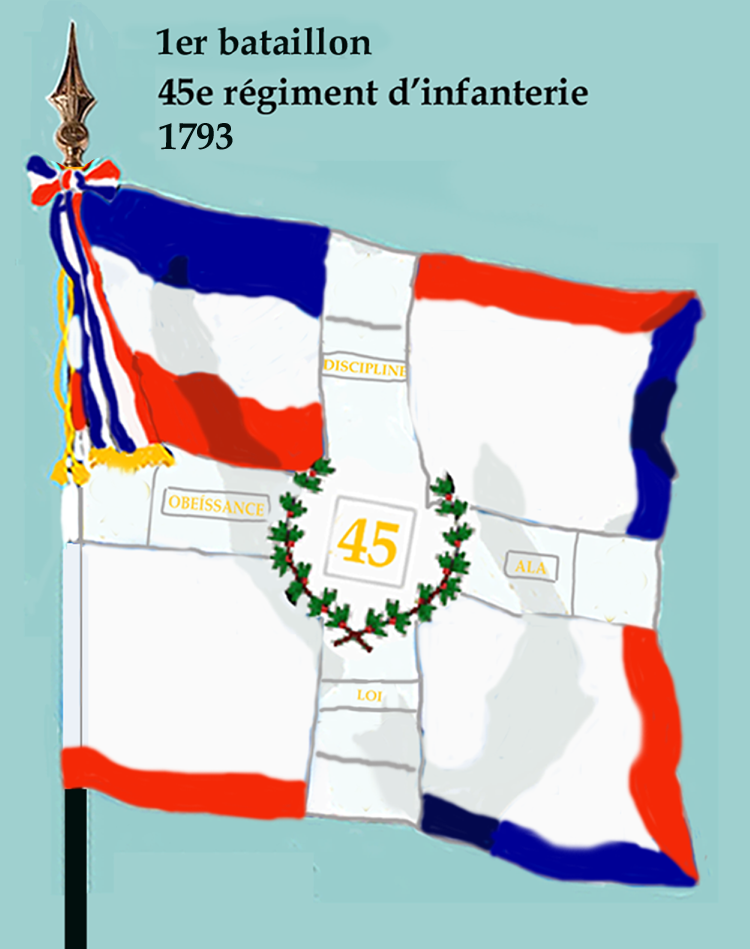
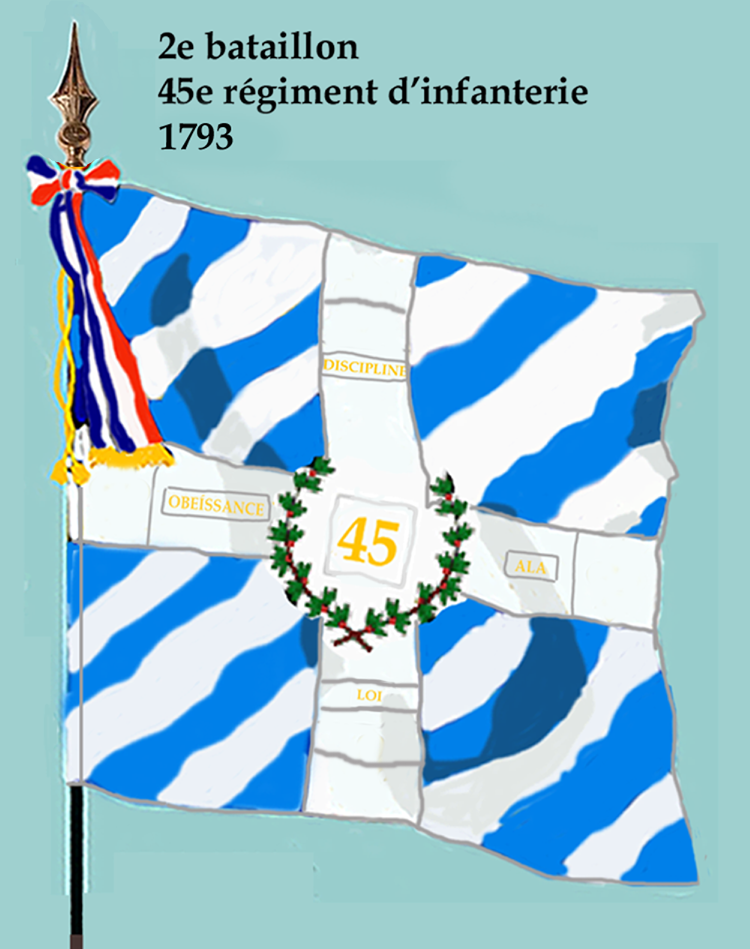
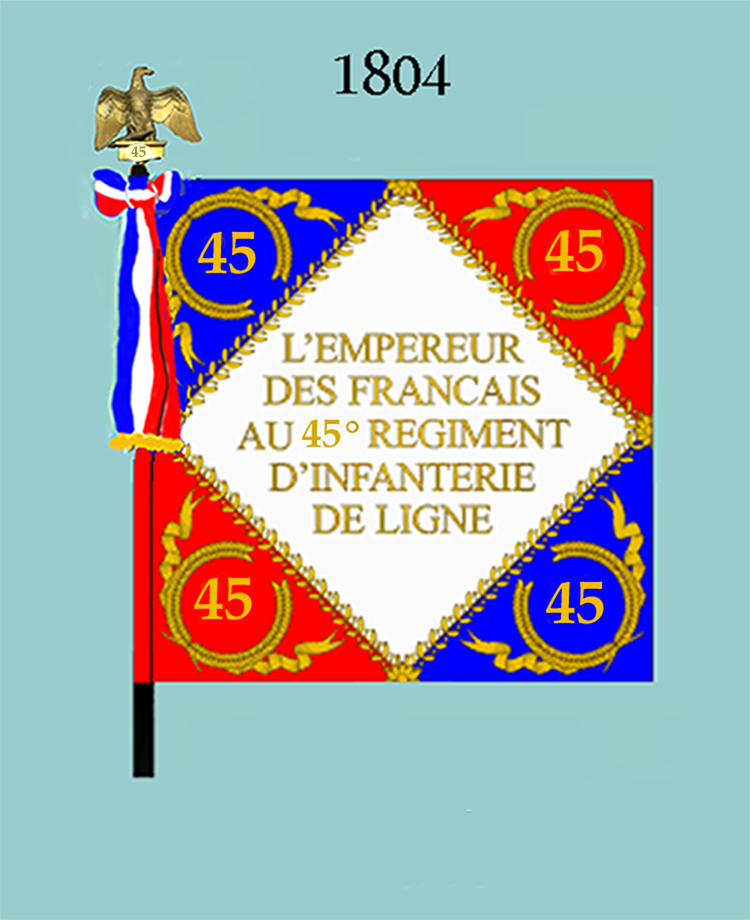
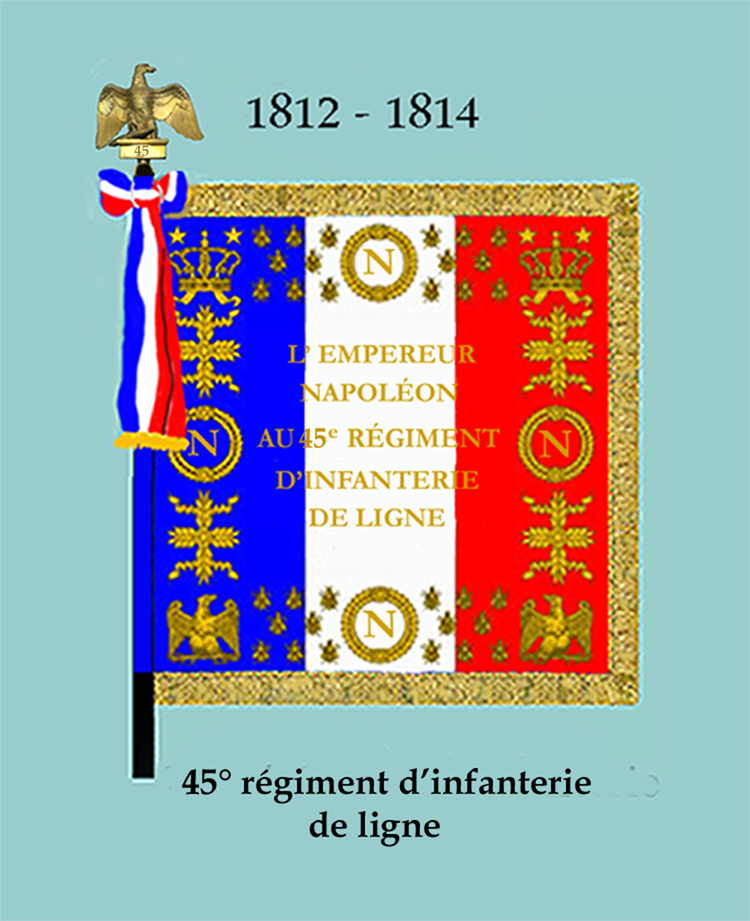
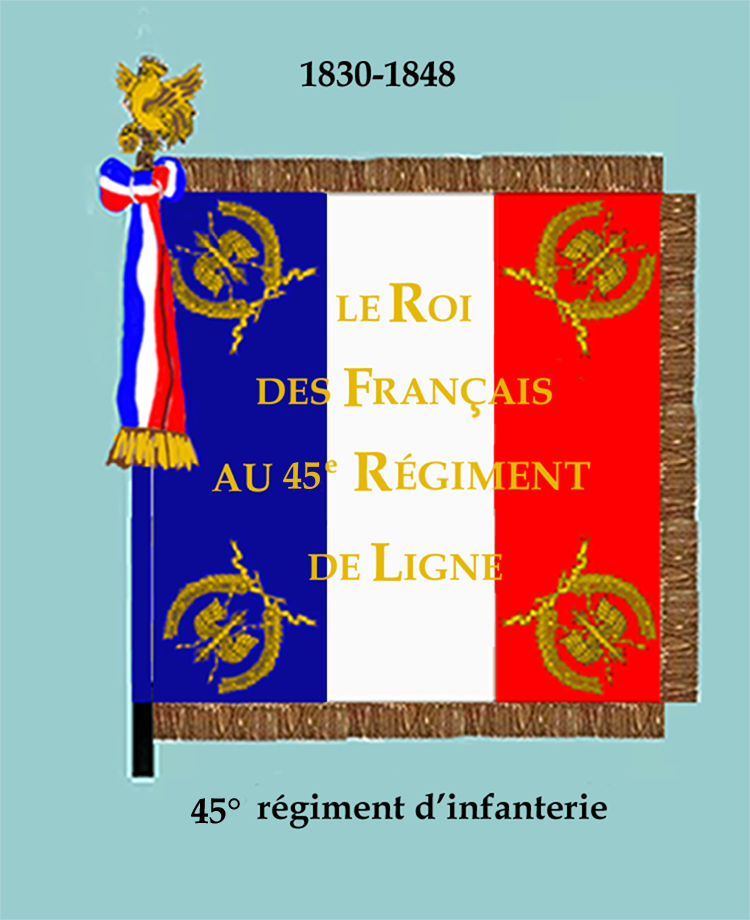
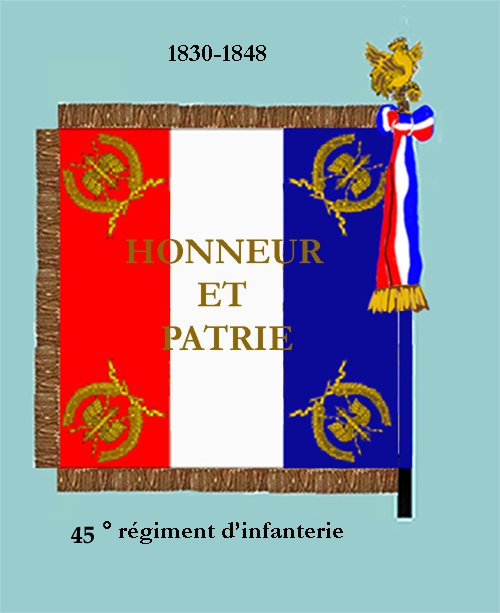

## Décorations
Sa cravate est décorée de la Croix de guerre 1914-1918  avec deux citations à l'ordre de l'armée.
La fourragère aux couleurs du ruban de la croix de guerre 1914-1918 reçu le (23 mai 1919).

## Devise
Tête haute, En avant

## Insigne
- 45 bleu sur glaive séparant deux tours couronne de laurier en dessous.

## Personnages célèbres ayant servi au45eRI
- Pierre Gustave Abadie, colonel, Commandant le 45e d’infanterie de ligne, officier de la Légion d'honneur, né à Montpellier le 11 octobre 1838, décédé à Laon le 12 septembre 1893, avait de beaux états de services. Entré à Saint-Cyr en 1855, il en sortait sous-lieutenant au 96e de ligne en 1857, lieutenant le 7 mars 1861, capitaine le 10 août 1868, chef de bataillon le 12 novembre 1875, Lieutenant-colonel le 28 décembre 1881, et enfin colonel du 45e de ligne le 28 décembre 1889. Abadie prit part à 1a guerre de 1870 et au siège de Paris. Il reçut trois blessures à Frœschwiller. Il prit part au siège de Strasbourg, et après la bataille de Sedan, il fut interné à Stettin jusqu’au 1er avril 1871 ; depuis il parcourut tous les grades depuis celui de capitaine, resta en Afrique comme chef de bataillon au 2e tirailleurs algériens jusqu’en 1887, et commanda en qualité de lieutenant-colonel les bataillons de forteresse de Belfort, lorsqu’il fut nommé colonel à Laon. Il était placé dans un bon rang sur le tableau d’avancement au grade de général de brigade. M. le colonel Abadie laisse à sa veuve et à ses huit enfants la mémoire d’une vie passée au service de la patrie et entièrement préoccupée du devoir[5].
- Claude Antoine de Bésiade (1740-1829), marquis puis 2e duc d'Avaray (1817), colonel en 1767 jusqu'en 1784, chevalier de l'ordre royal et militaire de Saint-Louis en 1770, député aux États généraux de 1789, lieutenant général le 13 août 1814, pair de France en 1815, duc d'Avaray en 1817, chevalier des ordres du roi en 1820.
- Antoine Louis François de Béziade (1759-1811), comte puis 1er duc d'Avaray (1799), sous-lieutenant dans le régiment de la Couronne commandé par son père 1774, y fut nommé capitaine en 1777, colonel en second du régiment de Boulonnais (1782, il le commanda en chef, en 1788, au camp de Saint-Omer), capitaine des gardes de Monsieur, maréchal-de-camp en 1795, et capitaine de la compagnie écossaise des gardes-du-corps du Roi en 1796.
- Après sa reformation en 1939, le lieutenant-colonel Henri-Paul Desroche commande le 45e régiment d'infanterie. Il participe à la défense héroïque de Bouchain. Il est blessé au cours des combats. Il prend le commandement de la 4e division d'infanterie à la suite de la capture de ses chefs. Il organise ensuite l'embarquement des 2 500 hommes de la division qui ont pu gagner le littoral. Il rentre en France le 6 juin 1940 pour regrouper la 4e division d'infanterie en Normandie. Il est promu colonel le 25 mai 1940. Après son rétablissement, il ne songe qu'à reprendre contact avec ses hommes prisonniers en Allemagne, recensant les disparus, renseignant les familles. Il est appelé à prendre le commandement de la 3e demi-brigade de chasseurs à Chambéry à l'automne 1940. En désaccord avec la politique de Vichy, il est relevé de son commandement, trahi par l'un de ses subordonnés, le lieutenant-Colonel P., qui le dénonça à l'amiral Darlan. Profondément affecté par cette mesure, il meurt quelques jours plus tard d'une maladie foudroyante le 28 février 1942. Ses 5 fils entreront dans la Résistance dans les maquis du Beaufortain.
- Jean Dettweiller, membre de la bande à Bonnot
- Augustin Louis Charles marquis de Lameth, colonel en décembre 1788, maréchal de camps et armées du roy en 1792, membre du corps législatif de 1805 à 1810, chevalier de Malte.
- Théodore Augustin, comte de Lameth, colonel en 1784 jusqu'en 1787, maréchal des camps et armées du roi en 1791, chevalier de Malte.
- Claude Mairesse, Docteur en médecine - officier au 45e RI - en fonction à Bouchain pendant les combats de mai 1940. Fait prisonnier par l'armée allemande. Libéré car soutien de famille - Rejoint la résistance dans le Laonnois mais il se sait recherché - Rejoint à Paris la résistance OCM - Il est le premier chef de la résistance unifiée dans la capitale - Arrêté par la Gestapo sur dénonciation, il meurt pendant sa captivité.
- Paul Maistre, général de division.
- Jean Baron de Spens d'Estignols, mestre de camps et armées du roi en 1781, colonel du régiment de la Couronne en mars 1788, maréchal de camps et des Armées du roy en 1788, chevalier de l'ordre royal et militaire de Saint-Louis en 1762
- Élie de Vassoigne alors sous-lieutenant

## Sources et bibliographie
- Xavier Poli, Historique abrégé du 45e régiment d'infanterie (1643-1898), Paris, Charles-Lavauzelle, 1904 (lire en ligne).
- Historique du 45e régiment d'infanterie : Campagne 1914-1918, Paris, Librairie Chapelot (lire en ligne).
- Serge Andolenko, Recueil d'historiques de l'infanterie française, Paris, Eurimprim, 1969, 413 p. (OCLC 23418405)
- Historiques des corps de troupe de l'armée française (1569-1900)
- French Infantry Regiments and the Colonels who Led Them: 1791 to 1815
- Émile Mugnot de Lyden : : Nos 144 Régiments de ligne